# Emma Raducanu
Pour les articles homonymes, voir Răducanu.
Emma Raducanu, née le 13 novembre 2002 à Toronto (Canada), est une joueuse de tennis britannique, professionnelle depuis 2018. Elle écrit l’histoire en remportant l'US Open 2021 lors de sa toute première participation, et devient la première joueuse de tennis, hommes et femmes confondus, à remporter un tournoi du Grand Chelem en étant issue des qualifications. Elle réalise ainsi l'exploit de gagner 10 matchs consécutifs, de surcroît sans concéder la moindre manche.

## Biographie
Emma Raducanu naît le 13 novembre 2002 à Toronto, dans la province de l'Ontario, au Canada. Son père, Ion Răducanu, est Roumain et originaire de Bucarest, tandis que sa mère, Renee Zhai, est Chinoise et originaire de Shenyang. Durant son enfance, elle grandit à Bromley, en Angleterre,. Elle déclare à leur propos : « Ils m'ont toujours poussée à donner le maximum de moi-même ». Emma Raducanu a étudié à la Bickley Primary School puis à la Newstead Wood School, une grammar school située à Orpington,,. Ses deux parents travaillent dans le secteur de la finance. Elle possède la citoyenneté britannique et canadienne et parle couramment le mandarin ainsi que le roumain,. Emma Raducanu a commencé à jouer au tennis à l'âge de cinq ans. Elle a également pratiqué d'autres sports pendant son enfance comme le basket-ball, le golf, le karting, le moto-cross, le ski, l'équitation et le ballet. Emma Raducanu est une fan de la Formule 1 et du club de football de Tottenham, équipe évoluant en Premier League. Elle a déclaré qu'elle aimerait devenir aussi athlétique que Simona Halep, et aspire à la mentalité et à l'éthique sportive de Li Na,. En décembre 2021, Emma Raducanu est nommée ambassadrice mondiale de la compagnie aérienne britannique British Airways.

### Harcèlement
Le 28 janvier 2022, un homme a été reconnu coupable d'avoir harcelé Emma Raducanu à son domicile. Elle a déclaré que ces incidents l'avaient mise en danger chez elle et qu'elle craignait maintenant de sortir seule. Le 23 février 2022, l'homme mis en cause a été condamné à une interdiction de l'approcher pendant cinq ans.

## Carrière
En junior, Emma Raducanu fait ses débuts au sein de la Fédération internationale de tennis (FIT) lors d'un tournoi organisé à Liverpool. Elle remporte ce dernier quelques jours seulement après avoir fêté son 13e anniversaire. Elle devient pour l'occasion la plus jeune gagnante d'un tournoi organisé par la Fédération internationale de tennis concernant les moins de 18 ans. Elle s'adjuge quatre titres consécutifs début 2018 en Inde, en Moldavie et en Lituanie. Elle atteint également les quarts de finale des tournois junior de Wimbledon (battue par Iga Świątek) et à l'US Open (où elle perd face à Clara Burel). Dans le même temps, elle débute sur le circuit professionnel senior et remporte deux tournois, en Israël et en Turquie. Fin 2019, elle s'impose à Pune, en Inde. Emma Raducanu est devenue professionnelle en 2018. Elle a alterné les tournois juniors et professionnels en 2018 et 2019.

### Révélation en 2021:1ertitreenGrand Chelem
Absente du circuit pendant de nombreux mois, elle fait son retour en juin 2021 lors du tournoi de Nottingham. Elle s'incline dès le premier tour face à la Britannique Harriet Dart (3-6, 4-6). Invitée au tournoi de Wimbledon, elle crée la surprise, alors qu'elle n'est classée que 338e mondiale, en atteignant les huitièmes de finale, après avoir battu la Russe Vitalia Diatchenko (7-64, 6-0), la 42e mondiale, la Tchèque Markéta Vondroušová (6-2, 6-4), puis la Roumaine Sorana Cîrstea (6-3, 7-5). Elle est seulement la quatrième Britannique en trente ans à se qualifier en huitièmes de finale après Samantha Smith, Laura Robson et Johanna Konta. Cependant, victime de problèmes respiratoires, elle est contrainte d'abandonner lors des 8e de finale, alors qu'elle est menée par son adversaire, l'australienne Ajla Tomljanović (6-4, 3-0). Le lendemain de son abandon, le 6 juillet 2021, elle déclare sur son compte Instagram se sentir beaucoup mieux, estimant qu'elle a sans doute mal géré son stress en jouant devant une foule si nombreuse et qu'elle s'appuiera sur cette mauvaise expérience pour revenir plus forte lors des prochains tournois. Mi-août, elle s'illustre en atteignant la finale du tournoi de Chicago, après avoir battu au premier tour la tête de série numéro 1 et 58e mondiale, la Belge Alison Van Uytvanck (7-6, 6-3). Elle s'incline en finale, en trois sets, face à la Danoise Clara Tauson (1-6, 6-2, 4-6).
Avant l'US Open 2021, elle est la 150e joueuse mondiale. Ce classement lui permet d'intégrer le tournoi de qualification en tant que tête de série no 31. Elle remporte son premier match contre la Néerlandaise Bibiane Schoofs (6-1, 6-2). Au tour suivant, elle bat la Géorgienne Mariam Bolkvadze (6-3, 7-5), à l'issue de ce qui s'est avéré sa victoire la plus serrée du tournoi. Elle défait ensuite l'Égyptienne Mayar Sherif (6-1, 6-4), ce qui lui assure l'accès au tableau final. Après quatre victoires très nettes contre la Suissesse Stefanie Vögele (6-2, 6-3), la Chinoise Zhang Shuai (6-2, 6-4), l'Espagnole Sara Sorribes Tormo (6-0, 6-1) et l'Américaine Shelby Rogers (6-2, 6-1), elle élimine la Suissesse Belinda Bencic, tête de série no 11 et récente championne olympique à Tokyo (6-3, 6-4), puis la Grecque María Sákkari, tête de série no 17 (6-1, 6-4). À l'issue de cette victoire, elle devient la première personne (femmes et hommes confondues) à disputer une finale en Grand Chelem après être passée par les qualifications,. Elle bénéficie, tout au long du tournoi, d'une conjonction de circonstances exceptionnellement favorables. D'abord, ses deux victoires en quart et en demi-finale sont à l'époque ses deux meilleures performances contre des joueuses mieux classées, ce qui témoigne d'une très bonne forme à ce moment. Ensuite, la numéro un mondiale Ashleigh Barty, qu'elle aurait dû rencontrer en huitième de finale, est éliminée au troisième tour. Enfin, et surtout, son adversaire en finale, Leylah Fernandez, élimine successivement sur son chemin Naomi Osaka (n°3 et ancienne vainqueur en Australie et à l'US Open), Angelique Kerber (n°16 et ancienne vainqueur en Australie et à Wimbledon), Elina Svitolina (n°5 et ancienne vainqueur au Masters), puis Aryna Sabalenka (n°2), à chaque fois en trois manches, parvenant ainsi très éprouvée au stade de la finale. En s'imposant (6-4, 6-3), Emma Raducanu devient la première joueuse de tennis à gagner un tournoi du Grand Chelem en passant par les qualifications, femmes et hommes confondus. De plus, si dix-huit autres joueuses et cinq autres joueurs sont parvenus à remporter un tournoi du Grand Chelem sans perdre un set, aucun d'entre eux n'était suffisamment mal classé pour disputer les trois matches de qualifications, eux aussi remportés par Emma Raducanu sans perdre une manche : c'est-à-dire qu'elle en a remporté 20 consécutivement. En outre, elle n'avait, au moment de sa victoire à l'US Open, remporté aucun tournoi WTA 125 ou d'une catégorie supérieure.
Elle devient par ailleurs la première Britannique à s'imposer en Grand Chelem depuis la victoire de Virginia Wade à Wimbledon, en 1977. Andy Murray a entre-temps remporté chez les hommes l'US Open (2012) et Wimbledon (2013 et 2016) pour les Britanniques. Emma Raducanu reçoit pour l'occasion de nombreux messages de félicitations de plusieurs personnalités, dont Élisabeth II, reine du Royaume-Uni et Catherine Middleton, duchesse de Cambridge,. Elle est ensuite nommée par BBC Sport sportive internationale de l'année 2021.

### 2022: difficiles confirmations en tournois majeurs

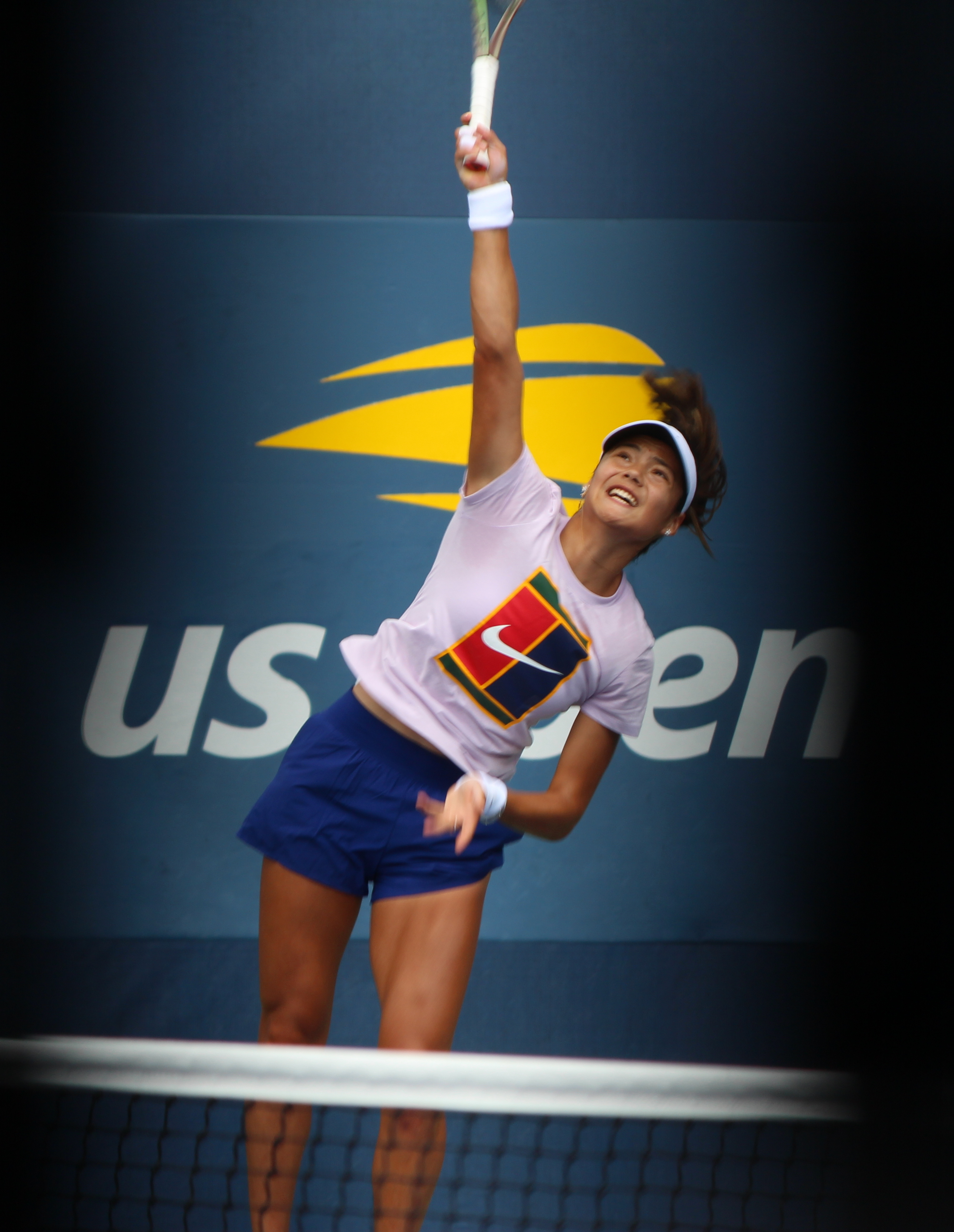
Emma Raducanu durant un entraînement sur le court P2 lors de l'US Open 2022.

Emma Raducanu commence la saison par une défaite sèche au premier tour du tournoi de Sydney contre la Kazakhe Elena Rybakina (0-6, 1-6). Elle fait ses débuts à l'Open d'Australie en tant que 17e tête de série, où elle bat la championne de l'US Open 2017 et ancienne numéro 3 mondiale, l'Américaine Sloane Stephens, au premier tour (6-0, 2-6, 6-1),. Elle s'incline ensuite au deuxième tour face à la Monténégrine Danka Kovinić (4-6, 6-4, 3-6), diminuée par une blessure à la main. Elle abandonne ensuite au premier tour du tournoi de Zapopan face à l'Australienne Daria Saville, victime d'une blessure à la hanche. Elle est battue également lors du troisième tour d'Indian Wells par la Croate Petra Martić (7-6, 4-6, 5-7) et au deuxième tour à Miami par la Tchèque Kateřina Siniaková (6-3, 4-6, 5-7),.
Elle obtient son meilleur résultat depuis l'US Open 2021 lors du tournoi de Stuttgart, en atteignant les quarts de finale pour le début de la saison sur terre battue en étant éliminée par la Polonaise et numéro une mondiale Iga Świątek (4-6, 4-6). Elle s'incline ensuite lors des seizièmes de finale lors du tournoi de Madrid contre l'Ukrainienne Anhelina Kalinina (2-6, 6-2, 4-6). Pour ses débuts aux Internationaux de France, Emma Raducanu s'impose au premier tour face à la Tchèque Linda Nosková (6-7, 7-5, 6-1), qualifiée pour la première fois en Grand Chelem,. Elle est défaite au deuxième tour par la Biélorusse Aliaksandra Sasnovich (3-6, 6-1, 6-1),.
Elle commence la saison sur gazon en disputant le tournoi de Nottingham en acceptant une wild-card. Elle abandonne prématurément au premier tour contre la Suissesse Viktorija Golubic. Lors du premier tour du tournoi de Wimbledon, elle s'impose face à la Belge Alison Van Uytvanck (6-4, 6-4),. Elle est éliminée au deuxième tour par la Française Caroline Garcia, vainqueur du tournoi de Bad Homburg la semaine précédente (3-6, 3-6),.
11e mondiale et tenante du titre lors de l'US Open, elle fait face à Alizé Cornet qui la sort dès le premier tour (3-6, 3-6). Cette défaite la fait dégringoler à la 83e place mondiale. Sa saison se termine prématurément en raison d'une blessure au poignet droit. Elle décide également de licencier son entraîneur, le Russe Dmitri Toursounov.

### 2023: blessures et opérations
Emma Raducanu prépare l'année 2023 avec un nouvel entraîneur, son cinquième en un an et demi, l'Allemand Sebastian Sachs. Lors du tournoi d'Indian Wells 2023, elle élimine successivement la Monténégrine Danka Kovinić (6-2, 6-3), la Polonaise Magda Linette (7-6, 6-2) puis la Brésilienne Beatriz Haddad Maia (6-1, 2-6, 6-4),,. Depuis sa victoire à l'US Open 2021, elle n'avait plus battu de joueuse classée dans le top 20 mondial. Son chemin s'arrêt en huitièmes de finale à la suite de sa défaite contre la Polonaise Iga Świątek (3-6, 1-6).
Lors du tournoi de Miami 2023, Emma Raducanu est éliminée dès le premier tour face à la Canadienne Bianca Andreescu (3-6, 6-3, 2-6),.
Au début du mois de mai, elle annonce subir plusieurs interventions chirurgicales aux mains et à une cheville, ce qui l'amène à déclarer forfait pour les Internationaux de France et le tournoi de Wimbledon.

### 2024: 1/8eà Wimbledon
Elle parvient pour la première fois depuis son exploit à l'US Open en huitièmes de finale d'un Majeur à Wimbledon, sortant la repêchée Mexicaine Renata Zarazúa qui joue son premier Wimbledon (7-6, 6-3) et la Belge Elise Mertens (6-1, 6-2). Elle sort une deuxième Top 10 en deux semaines au troisième tour, écartant la Grecque María Sákkari, peu à l'aise sur gazon (6-2, 6-3) et voit le tableau s'ouvrit devant elle. Elle n'en profite cependant pas, en s'inclinant en trois sets contre la surprise du tournoi, la qualifiée Néo-Zélandaise Lulu Sun (2-6, 7-5, 2-6), 123e joueuse mondiale qui accède alors aux quarts de finale du tournoi.

### 2025: quart à Miami et demi à Washington
Elle parvient fin mars en quarts de finale à Miami, son premier en carrière après un succès facile sur l'invitée Japonaise Sayaka Ishii (6-2, 6-1), une troisième victoire en carrière sur une Top 10 en la personne d'Emma Navarro, demi-finaliste du dernier US Open (7-6, 2-6, 7-6), un succès sur abandon contre McCartney Kessler (6-1, 3-0 ab.) et un match remporté contre Amanda Anisimova, récente vainqueur de Doha (6-1, 6-3). Elle cède à ce stade contre la quatrième joueuse américaine qu'elle affronte du tournoi, la dernière finaliste de l'US Open Jessica Pegula, en arrachant le deuxième set (4-6, 7-6, 2-6).
Elle parvient en juillet dans le dernier carré à Washington, devant s'extirper d'un tableau huppé et écarte au premier tour l'Ukrainienne Marta Kostyuk (7-6, 6-4), au second l'ancienne numéro une Naomi Osaka qu'elle joue pour la première fois (6-4, 6-2) et en quarts de finale la Grecque María Sákkari, ancienne numéro trois mondiale (6-4, 7-5). Elle est battue à ce stade par la Russe Anna Kalinskaya (4-6, 3-6) qui prive ainsi la Britannique d'une première finale depuis 2021.

## Style de jeu

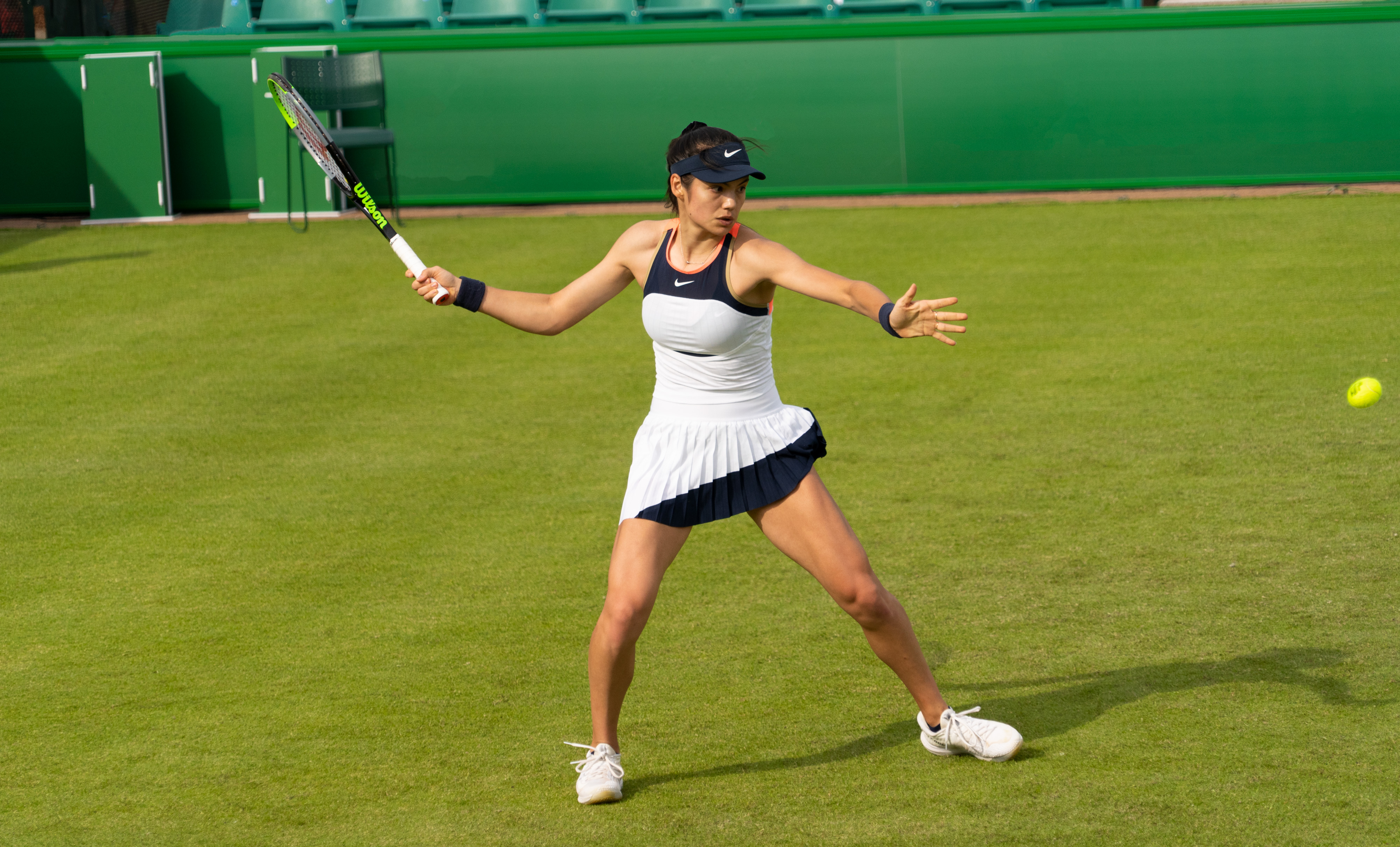
Emma Raducanu exécutant un coup droit lors d'un match du tournoi de Nottingham en 2021.

Emma Raducanu est principalement une joueuse de fond de court, avec un style de jeu agressif. Elle frappe la balle tôt et est capable de rediriger la puissance vers le bas de la ligne. Son meilleur coup de fond est son revers à deux mains, qui est décrit comme « de classe mondiale » par la Britannique Anne Keothavong. Emma Raducanu peut frapper son revers à une main avec un slice, pour casser le rythme des échanges et perturber celui de son adversaire, bien qu'elle utilise moins souvent ce coup.
Elle possède un coup droit puissant, bien qu'il soit plus instable que son revers. Son service est puissant, culminant à 180 km/h, et elle a un lancer de balle cohérent et un positionnement de service précis. Le service le plus efficace d'Emma Raducanu est un service large et slicé, qu'elle a notamment utilisé lors de l'US Open 2021. Le deuxième service d'Emma Raducanu est généralement effectué à une vitesse supérieure à la moyenne de la Women's Tennis Association (WTA), soit à 150 km/h, ce qui lui permet de jouer de manière offensive même après avoir manqué un premier service. Elle est également connue pour son retour de service. Elle garde ses adversaires au fond du court en prenant la balle tôt, et en frappant fort sur la ligne, tout en attaquant les deuxièmes services courts par des retours gagnants.
Ses mouvements, sa couverture du terrain, son jeu de jambes, sa vitesse et son anticipation lui permettent de rallier et de défendre efficacement contre ses adversaires. Elle combine une bonne construction de points avec une flexibilité tactique, ce qui rend difficile pour les adversaires de lire son jeu. Bien qu'elle joue généralement depuis la ligne de fond, Emma Raducanu est capable de jouer au filet, et elle possède un coup tombé efficace. Elle est à l'aise sur toutes les surfaces, bien qu'elle ait déclaré préférer les courts en dur, où elle a remporté son premier titre en Grand Chelem.

## Anecdotes
- Après l'US Open 2021, Emma Raducanu est la première joueuse à remporter le maximum théorique de 2040 points gagnables en un seul tournoi sur le circuit féminin : 2 000 pour le tableau principal[65], plus 40 pour les trois tours de qualifications[66].
- Après ce même tournoi, elle touche les 2 500 000 $ alloués à la gagnante[67], mais également les 42 000 $ auxquels elle a droit pour être sortie des qualifications[68]. Dans un contexte de controverses autour de la disparité globale des gains entre circuits masculin et féminin, Emma Raducanu devient la première tenniswoman de l'Histoire à remporter une prime plus élevée que son homologue masculin sur un même tournoi. En effet, l'US Open est l'un des tournois appliquant la parité des gains, mais Daniil Medvedev, vainqueur en simple messieurs, n'est pas passé par les qualifications, et n'a donc pas touché la prime correspondante.
- Lors du tournoi WTA de Cincinnati Emma Raducanu excédé par les pleurs d'un enfant dans le public a demandé son expulsion  à l'arbitre de chaise, ce dernier lui expliquant que "ce n'était qu'un enfant"[69].

## Palmarès

### Titre en simple dames
| No | Date       | Nom et lieu du tournoi | Catégorie | Dotation     | Surface    | Finaliste        | Score    |          |
| -- | ---------- | ---------------------- | --------- | ------------ | ---------- | ---------------- | -------- | -------- |
| 1  | 30-08-2021 | US Open, New York      | G. Chelem | 57 462 000 $ | Dur (ext.) | Leylah Fernandez | 6-4, 6-3 | Parcours |

### Finale en simple en WTA 125
| No | Date       | Nom et lieu du tournoi | Catégorie | Dotation  | Surface    | Vainqueure   | Score         |          |
| -- | ---------- | ---------------------- | --------- | --------- | ---------- | ------------ | ------------- | -------- |
| 1  | 16-08-2021 | Chicago Open, Chicago  | WTA 125   | 115 000 $ | Dur (ext.) | Clara Tauson | 6-1, 2-6, 6-4 | Parcours |

## Parcours en Grand Chelem

### Victoire (1)
| Année | Tournoi | Adversaire en finale | Score    |
| 2021  | US Open | Leylah Fernandez     | 6-4, 6-3 |

### En simple dames
| Année | Open d'Australie | Open d'Australie | Internationaux de France | Internationaux de France | Wimbledon      | Wimbledon        | US Open         | US Open          |
| ----- | ---------------- | ---------------- | ------------------------ | ------------------------ | -------------- | ---------------- | --------------- | ---------------- |
| 2018  | —                | —                | —                        | —                        | Q1             | Barbora Štefková | —               | —                |
| 2019  | —                | —                | —                        | —                        | Q1             | Liang En-shuo    | —               | —                |
|       |                  |                  |                          |                          |                |                  |                 |                  |
| 2021  | —                | —                | —                        | —                        | 1/8 de finale  | Ajla Tomljanović | Victoire        | Leylah Fernandez |
| 2022  | 2e tour (1/32)   | Danka Kovinić    | 2e tour (1/32)           | Aliaksandra Sasnovich    | 2e tour (1/32) | Caroline Garcia  | 1er tour (1/64) | Alizé Cornet     |
| 2023  | 2e tour (1/32)   | Coco Gauff       | —                        | —                        | —              | —                | —               | —                |
| 2024  | 2e tour (1/32)   | Wang Yafan       | —                        | —                        | 1/8 de finale  | Lulu Sun         | 1er tour (1/64) | Sofia Kenin      |
| 2025  | 3e tour (1/16)   | Iga Świątek      | 2e tour (1/32)           | Iga Świątek              | 3e tour (1/16) | Aryna Sabalenka  |                 |                  |

N.B. : à droite du résultat se trouve le nom de l'ultime adversaire.

### En double mixte
| Année | Open d'Australie | Open d'Australie | Internationaux de France | Internationaux de France | Wimbledon | Wimbledon | US Open                                                                        | US Open |
| ----- | ---------------- | ---------------- | ------------------------ | ------------------------ | --------- | --------- | ------------------------------------------------------------------------------ | ------- |
| 2025  | —                | —                | —                        | —                        | —         | —         | 1er tour (1/8) C. Alcaraz \|\| style="text-align:left;" \| J. Pegula J. Draper |         |

N.B. : le nom du partenaire se trouve sous le résultat ; les noms des ultimes adversaires se trouvent à droite.

## Parcours en WTA 1000
Les tournois WTA « Premier Mandatory » et « Premier 5 » (entre 2009 et 2020) et WTA 1000 (à partir de 2021) constituent les catégories d'épreuves les plus prestigieuses, après les quatre levées du Grand Chelem. 

De 2009 à 2023, les tournois Premier Mandatory (dits tournois WTA 1000 obligatoires entre 2021 et 2023) regroupent Indian Wells, Miami, Madrid et Pékin, les autres constituant les tournois Premier 5 (tournois WTA 1000 non-obligatoires). À partir de 2024, le nombre de tournois WTA 1000 passe à 10 par saison (fin de l’alternance Doha / Dubaï), ces derniers devenant tous obligatoires et offrant tous 1000 points à la vainqueure (contre 900 points précédemment pour les tournois Premier 5).

### En simple dames
| Année |       |                                |                           |                             |                              |                           |                              |                             |                             |                 |  |        |
| Doha  | Dubaï | Indian Wells                   | Miami                     | Madrid                      | Rome                         | Canada                    | Cincinnati                   | Pékin                       |                             | Wuhan           |  |        |
| Doha  | Dubaï | Indian Wells                   | Miami                     | Madrid                      | Rome                         | Canada                    | Cincinnati                   | Pékin                       | Guadalajara                 |                 |  |        |
| Doha  | Dubaï | Indian Wells                   | Miami                     | Madrid                      | Rome                         | Canada                    | Cincinnati                   | Pékin                       |                             |                 |  |        |
| 2021  |       | WTA 500                        |                           | 2e tour (1/32) A. Sasnovich |                              |                           |                              |                             |                             | Annulé          |  | Annulé |
| 2022  |       |                                | WTA 500                   | 3e tour (1/16) P. Martić    | 2e tour (1/32) K. Siniaková  | 3e tour (1/8) A. Kalinina | 1er tour (1/32) B. Andreescu | 1er tour (1/32) C. Giorgi   | 3e tour (1/8) J. Pegula     | Hors calendrier |  |        |
| 2023  |       | WTA 500                        |                           | 4e tour (1/8) I. Świątek    | 1er tour (1/64) B. Andreescu |                           |                              |                             |                             |                 |  |        |
| 2024  |       | 1er tour (1/32) A. Kalinina    |                           | 3e tour (1/16) A. Sabalenka |                              | 1er tour (1/64) M. Carlé  |                              |                             |                             |                 |  |        |
| 2025  |       | 1er tour (1/32) E. Alexandrova | 2e tour (1/16) K. Muchová | 1er tour (1/64) M. Uchijima | 1/4 de finale J. Pegula      | 2e tour (1/32) M. Kostyuk | 4e tour (1/8) C. Gauff       | 3e tour (1/16) A. Anisimova | 3e tour (1/16) A. Sabalenka |                 |  |        |

Sous le résultat, l’ultime adversaire.
1. 1 2   Les tournois de Doha et Dubaï alternent le statut de tournoi WTA 1000 (ex Premier 5) entre 2009 et 2023 : les trois premières éditions ont lieu à Dubaï, les trois suivantes à Doha, puis Dubaï accueille le tournoi de cette catégorie les années impaires et Dubaï les années paires. De 2011 à 2023, la ville qui n’accueille pas de WTA 1000 organise à la place un tournoi WTA 500 (ex Premier).
2. 1 2 3 4 5 6 7   L’ordre de déroulement des tournois a évolué depuis 2009 : Rome se dispute avant Madrid et Cincinnati avant Montréal/Toronto jusqu’en 2010, tandis que Tokyo (2009-2013)-Wuhan (2014-2019, 2024-)-Guadalajara (2022-2023) ont lieu avant Pékin jusqu’en 2023.
3. 1 2  Du fait de la pandémie de Covid-19, les tournois d’Indian Wells, de Miami, de Madrid, du Canada, de Wuhan et de Pékin sont annulés en 2020. Ces deux derniers le sont également en 2021. Pour des raisons d’organisation, le tournoi de Cincinnati 2020 a exceptionnellement lieu à Flushing Meadows à New York.
4. ↑  Le 1er décembre 2021, le président de la WTA, Steve Simon, annonce que tous les tournois prévus en Chine et à Hong Kong sont suspendus à partir de 2022, en raison de préoccupations concernant la sécurité et le bien-être de la joueuse de tennis chinoise Peng Shuai après ses allégations de relations sexuelles non-consenties avec Zhang Gaoli, membre de haut rang du Parti communiste chinois. Le tournoi de Pékin revient en 2023. Le tournoi de Guadalajara remplace celui de Wuhan pendant deux ans, ce dernier réapparaissant en 2024.

## Classement WTA en fin de saison
| Année          | 2018 | 2019 | 2020 | 2021 | 2022 | 2023 | 2024 |
| Rang en simple | 692  | 560  | 343  | 19   | 75   | 285  | 58   |

Source : (en) Classements de Emma Raducanu sur le site officiel de la Fédération internationale de tennis

## Records et statistiques

### Confrontations avec ses principales adversaires
Confrontations lors des différents tournois WTA avec ses principales adversaires (5 confrontations minimum et avoir été membre du top 10). Classement par pourcentage de victoires. Situation au 10 mai 2025
| Joueuse     | Meilleur classement | Confrontations | Victoires | Défaites | Pourcentage de victoires | Dernière confrontation                  |
| ----------- | ------------------- | -------------- | --------- | -------- | ------------------------ | --------------------------------------- |
| Iga Swiatek | 1                   | 5              | 0         | 5        | 0                        | défaite (1-6, 2-6) à Roland-Garros 2025 |

### Victoires sur le top 10
Toutes ses victoires sur des joueuses classées dans le top 10 de la WTA lors de la rencontre.
| Légende         |
| Grand Chelem    |
| Masters         |
| Jeux olympiques |
| WTA 1000        |
| WTA 500         |
| WTA 250         |
| Fed Cup         |

| # |        |  | Tournoi    | Année | Surface |  | Adversaire     | Rang  | Tour | Score           | Tableau |
| - | ------ |  | ---------- | ----- | ------- |  | -------------- | ----- | ---- | --------------- | ------- |
| 1 | no 168 |  | Eastbourne | 2024  | Gazon   |  | Jessica Pegula | no 5  | 1/8  | 4-6, 7-66, 7-5  | Tableau |
| 2 | no 135 |  | Wimbledon  | 2024  | Gazon   |  | María Sákkari  | no 9  | 1/16 | 6-2, 6-3        | Tableau |
| 3 | no 60  |  | Miami      | 2025  | Dur     |  | Emma Navarro   | no 10 | 1/32 | 7-66, 2-6, 7-63 | Tableau |

## Distinctions
- Révélation de l'année 2021 des Laureus World Sports Awards.
- Sportif de l'année (BBC Sport) 2021[71].
- Membre de l'ordre de l'Empire britannique[72].